# 天空カフェテリア
「天空カフェテリア」（てんくうカフェテリア）は、Petit Rabbit'sの楽曲。ユニットの6枚目のシングルとして2020年10月28日にNBCユニバーサルより発売された。

## 概要
テレビアニメ「ご注文はうさぎですか? BLOOM」のオープニングテーマとして制作された。
作詞は、「ご注文はうさぎですか?」シリーズ楽曲の作詞を一貫して担う畑亜貴が手がけており、前作までのオープニングテーマ曲との連続性を意識し、第1期主題歌「Daydream café」で「コーヒーカップ覗」くことから始まる物語をさらに発展させ、「コーヒーカップ飛んじゃって」と時系列が繋がっている。
アニメオープニング映像においても、前作までとの連続性が意識されており、ココアとチノが急接近するシーンは注目を集めた。
「ご注文はうさぎですか?」の世界観を体現した跳ねるようなメロディやキャラクター間の仲の良さを感じることができる曲調が印象的な曲となっている。
CDには、カップリング曲「ユメ＜ウツツ→ハッピータイム」（読み：ゆめよりうつつではっぴーたいむ）の他、天空カフェテリアのキャラクターソロバージョンが収録されている。
初回限定盤には、本編映像を使用した既存キャラクターソングの特別ミュージックビデオが収録されたBlu-ray Discが附属している。

## シングル収録内容
| 全作詞: 畑亜貴、全編曲: 大久保薫。 |                                                |           |          |      |
| #                                  | タイトル                                       | 作詞      | 作曲     | 時間 |
| 1.                                 | 「天空カフェテリア」                           | 畑亜貴    | 大久保薫 | 3:42 |
| 2.                                 | 「ユメ＜ウツツ→ハッピータイム」                | 畑亜貴    | 木村有希 | 4:30 |
| 3.                                 | 「天空カフェテリア 〜ココアVer.〜」            | 畑亜貴    | 大久保薫 | 3:42 |
| 4.                                 | 「天空カフェテリア 〜チノVer.〜」              | 畑亜貴    | 大久保薫 | 3:42 |
| 5.                                 | 「天空カフェテリア 〜リゼVer.〜」              | 畑亜貴    | 大久保薫 | 3:42 |
| 6.                                 | 「天空カフェテリア 〜千夜Ver.〜」              | 畑亜貴    | 大久保薫 | 3:42 |
| 7.                                 | 「天空カフェテリア 〜シャロVer.〜」            | 畑亜貴    | 大久保薫 | 3:43 |
| 8.                                 | 「天空カフェテリア (Instrumental)」            | 畑亜貴    | 大久保薫 | 3:42 |
| 9.                                 | 「ユメ＜ウツツ→ハッピータイム (Instrumental)」 | 畑亜貴    | 木村有希 | 4:31 |
| 合計時間:                          | 合計時間:                                      | 合計時間: | 34:56    |      |

| #  | タイトル                              | 作詞 | 作曲・編曲 |
| -- | ------------------------------------- | ---- | ---------- |
| 1. | 「WELCOME【う・さ!】」(MV)            |      |            |
| 2. | 「本日は誠にラリルレイン」(MV)        |      |            |
| 3. | 「セカイがカフェになっちゃった!」(MV) |      |            |
| 4. | 「CANDY COLOR DAYS」(MV)              |      |            |
| 5. | 「魔法少女チノ」(MV)                  |      |            |

## 脚註
1. 1 2  “天空カフェテリア ［CD+Blu-ray Disc］＜初回限定盤＞”.  タワーレコード. 2020年12月12日閲覧。
2. ↑   “シングル 天空カフェテリア”.   ORICON NEWS. 2020年12月12日閲覧。
3. 1 2  “ラビットハウスの日常が帰ってきた！ 『ごちうさ』特集①・畑 亜貴（作詞）インタビュー”.   アニメ・ダヴィンチ (2020年10月17日). 2020年12月12日閲覧。
4. ↑  “「ごちうさ」第3期OP、ココア（CV：佐倉綾音）とチノ（CV：水瀬いのり）の“急接近シーン”に反響”. ABEMA TIMES. (2020年10月12日) 2021年7月14日閲覧。{{cite news}}:  CS1メンテナンス: 先頭の0を省略したymd形式の日付 (カテゴリ)
5. ↑   「CD NEW RELEASE」『アニメディア』2020年11月号、学研社/イード、2020年10月、109頁。
6. ↑  TVアニメ『ご注文はうさぎですか？』 [@usagi_anime] (29 January 2021). “『ご注文はラジオですか？ BLOOM』第7羽の番組内でご紹介した『ご注文はうさぎですか？ BLOOM』第12羽EDの曲名”. X（旧Twitter）より2025年7月1日閲覧.
7. ↑  AV Watch編集部 (2020年10月29日). “Afterglow 7thシングル「Sasanqua」、ごちうさ3期OP/ED、D4DJ ゲーム主題歌”.   AV Watch. 2020年12月12日閲覧。
8. ↑  “OPENING THEME 天空カフェテリア／Petit Rabbit's”.   ご注文はうさぎですか？BLOOM. 2020年12月12日閲覧。